# Selección de Fútbol de Crimea
La selección de fútbol de Crimea es el equipo que representa a la Península de Crimea a nivel internacional. No está reconocida por la UEFA  ni por la FIFA, por lo que no pueden participar en los torneos organizados por dichas asociaciones. Ya fue miembro de la ConIFA.

## Historia
Las primeras actuaciones conocidas del seleccionado nacional de Crimea se remontan a septiembre de 1923, cuando el equipo nacional de la península participó en la Primera Spartakiad de Ucrania en Járkov (en algunas fuentes posteriores este torneo se llama Campeonato de Ucrania SSR 1923) En su primer partido, En las semifinales del grupo 2 (1/8 de final del torneo general), los crimeanos vencieron al equipo Yekaterinoslav por el marcador de 2:1, en el próximo partido (las finales de su grupo o 1/4 de final del torneo) perdieron ante el equipo Druzhkivka por 0:2. Los detalles de los partidos y la composición del equipo nacional de Crimea no sobrevivieron. No hay información sobre la existencia del equipo nacional en los próximos 60 años.
En 1986, en preparación para la Copa Mundial de la FIFA, la Unión Soviética de 1986 celebró un partido de control con el equipo nacional de Crimea compuesto por jugadores de fútbol Simferopol "Tavria, Kerch" Ocean "y Sevastopol" Atlantic ". El partido terminó con el marcador de 3:2 en favor de la Unión Soviética.
En 2006, la Selección de Tártaros de Crimea fue creado a partir de los Tártaros de Crimea que viven en la península y más allá, para participar en la Copa ELF, que inmediatamente llegó a la final de la copa y obtuvo el segundo lugar, posteriormente el equipo jugó en un número de torneos para equipos no-FIFA (fase de grupos Europeada 2016).
El equipo nacional que representa a la actual República de Crimea por primera vez se puede decir a la luz del hecho de que el 4 de diciembre de 2014, en una reunión del Comité Ejecutivo de la UEFA, se decidió prohibir a los clubes de Crimea participar en competiciones organizadas el 1 de enero de 2015 Russian Football Union. En respuesta a esta decisión, los fanáticos del club Sebastopol SKChF hicieron una iniciativa para realizar una acción destinada a apoyar a Ku Sevastopol y el fútbol de Crimea. El 14 de diciembre de 2014, en el marco de esta acción, se organizó el "Partido de la Amistad", en el que el equipo de la República de Crimea se opuso al equipo de la ciudad de Sebastopol. El partido terminó con el marcador de 2:2. En la tanda de penaltis Sebastopol ganó por el marcador de 4:3.
El equipo de fútbol de la República de Crimea y la ciudad de importancia federal Sebastopol se creó el 18 de noviembre de 2016 en una reunión del Presidium de la Unión de Fútbol de Crimea. Además, como parte de la reunión, se tomó una decisión sobre el cuerpo técnico del equipo, el exentrenador de los clubes de fútbol de Tavria y Sevastopol Valery Petrov fue nombrado entrenador en jefe, y el exjugador de Donetsk Shakhtar, Metalurh, así como Kryvbas - Sergey Dranov y exjugador del equipo nacional de fútbol de Ucrania Oleksiy Antyukhin. Otro exjugador de la selección ucraniana, Maksym Startsev, ha sido nombrado entrenador de porteros.
La presentación del equipo nacional tuvo lugar en el marco del I Foro de Fútbol de Crimea el 9 de diciembre de 2016. La fecha oficial para la creación del equipo nacional de Crimea se fijó el 13 de marzo de 2017, desde este día en Sebastopol Crimeans celebró su primer partido amistoso internacional en el marco del torneo de primavera de Crimea con el club de fútbol amateur Rostselmash (Rostov-on-Don), ganando 5:0.
Después de la Copa Mundial de 2018, se planeó un partido amistoso con la selección de Siria, sin embargo, no tuvo lugar.
El último partido del equipo nacional de Crimea está fechado el 15 de octubre de 2019. В el marco del III Foro Internacional "Crimea en el espacio científico y educativo mundial" Crimeans jugó con el llamado "Equipo de Paz", que incluyó estudiantes extranjeros que estudian en Crimea, en representación de Siria, Jordania, Irak, Afganistán, India, Egipto y Uzbekistán. El tiempo principal del partido terminó con un marcador de 3:3, y solo en la tanda de penaltis los estudiantes extranjeros fueron más fuertes, ganando con un marcador de 3:2.
.